# Мєстєчкін Григорій Абрамович
Мєстєчкін Григорій Абрамович  (11 червня 1929, Київ, УРСР — 14 жовтня 2005) — український сценарист, мистецтвознавець, кінодраматург, журналіст, педагог.

## Біографія
Народ. 11 червня 1929 р. у Києві в родині службовця. Закінчив факультет журналістики Київського державного університету ім. Т. Г. Шевченка (1952). Друкується з 1948 р.
Виступав із статтями у пресі з питань образотворчого мистецтва. Був член Національної Спілки кінематографістів України.
Григорій Мєстєчкін працював журналістом з 1947 року, ще навчаючись на відділі журналістики КДУ ім. Т. Г. Шевченка. У 1952 році, після закінчення університету, писав для газет і радіо, з 1956 року — сценарії для телебачення, з 1967 року — для кіно. У 1974 р. Григорій Мєстєчкін стає членом гільдії кінодраматургів Спілки кінематографістів України. Потім його спеціалізацією стає мистецтвознавство.
Молодий журналіст відкриває молоді імена, пише про митців, які прагнуть новацій, зокрема, про художників Григорія Синицю, Олександра Саєнка, Марію Приймаченко, ткалю Ганну Верес, Марію Пособчук та багатьох інших.
Близько 20 документальних і науково-художніх фільмів Григорія Мєстечкіна входять сьогодні в золотий фонд кінематографії України.
Мєстечкін-дослідник у 1963 році розшукав славетну народну художницю часів революції Ганну Собачко-Шостак у Підмосков'ї, а також втрачену колись унікальну колекцію Прибильської.
Завдяки наполегливості Григорія Мєстєчкіна і керівництва КПІ, після великої ретроспективної виставки творів Григорія Синиці «Життя моє — Україна» в Українському домі, Г. Синицю було вшановано Шевченківською премією.
З ініціативи Г. Мєстєчкіна при картинній галереї Національного технічного університету України «КПІ» створено експериментальну студію «Оранта», методика якої поширюється на гуманізацію технічної освіти.
За свою діяльність в народному мистецтві Г. Мєстєчкін був нагороджений Почесними відзнаками Міністерства культури СРСР.
Пішов з життя у 2005 році після трівалої хвороби.

## Фільмографія
Автор сценаріїв документальних, науково-популярних і телевізійних фільмів:
- «Голос великого міста» (1956)
- «Сонячне мистецтво» (1962)
- «Дорожче золота» (1963)
- «Квіти України» (1965)
- «Хліб-сіль на рушникові» (1966)
- «Створи своє сонце» (1968)
- «Кам'яний живопис» (1967)
- «Пісня кольору» (1968)
- «Коло» (1972)
- «Автопортрет» (1973, Приз Академії мистецтв VI Всесоюзного фестивалю телефільмів, Тбілісі, 1975)
- «Кольорові думи» (1974)
- «Квіти»
- «Художник Олександр Саєнко»
- «Лада» (1975)
- «Решетилівські килими»
- «Квіти мої -люди» (1977)
- «Колесо Федора Примаченка» (1978)
- «Намалюй свою квітку»
- «Живуть у селі художники» (1979)
- «Гончар», «А льон цвіте» (1981)
- «Кераміка України» (1981)
- «Квіти Світлани Семенюк» (1982) та ін.